# Geschichte der künstlichen Intelligenz
Als Gründungsveranstaltung der künstlichen Intelligenz als akademischem Fachgebiet gilt die Dartmouth Conference im Sommer 1956 am Dartmouth College in Hanover (New Hampshire), ein sechswöchiger Workshop mit dem Titel Dartmouth Summer Research Project on Artificial Intelligence, organisiert von John McCarthy im Rahmen eines von der Rockefeller-Stiftung geförderten Forschungsprojekts. Im Antrag dazu erschien erstmals der Begriff „artificial intelligence“. Neben McCarthy selbst nahmen daran unter anderen Marvin Minsky, Nathaniel Rochester und Claude Elwood Shannon teil.

## Vorgeschichte
Die Idee, dass sich die menschliche Intelligenz oder auch ganz allgemein die Vorgänge des menschlichen Denkens möglicherweise automatisieren oder mechanisieren lassen, dass der Mensch eine Maschine konstruieren und bauen könnte, die auf irgendeine Art und Weise intelligentes Verhalten zeigt, ist allerdings schon sehr viel älter. Als früheste Quelle wird zumeist auf Julien Offray de La Mettrie und sein 1748 veröffentlichtes Werk L’Homme Machine verwiesen. Auch die Idee des Laplaceschen Dämons, benannt nach dem französischen Mathematiker, Physiker und Astronomen Pierre-Simon Laplace kann insofern zu den theoretischen Vorläufern der künstlichen Intelligenz gezählt werden, als diesem Entwurf die Modellvorstellung zugrunde liegt, dass das gesamte Universum nach den Regeln einer mechanischen Maschine – gewissermaßen wie ein Uhrwerk – abläuft, und diese Vorstellung dann natürlich auch den Menschen und seinen Geist, seine Intelligenz, mit einschließt.

### Historische Automaten undRoboter
In der Geschichte finden sich an etlichen Stellen Berichte von mechanischen und elektrischen Automaten für bestimmte Tätigkeiten, die in einem mehr oder weniger menschenähnlichen Gehäuse eingebaut waren und damit – bis zu einem gewissen Grad – die Illusion eines künstlichen Menschen vermitteln sollten. Teilweise handelte es sich hierbei auch um Jahrmarkts-Attraktionen bis hin zu Figuren wie C-3PO aus Star Wars.

### Homunculi, Golem und andere künstliche Menschen
Neben diesen Automaten, die zumindest von ihren Konstrukteuren und Erbauern in aller Regel tatsächlich als Maschinen mit begrenzten mechanischen Fähigkeiten verstanden wurden, gab es auch theoretische oder literarische Entwürfe von künstlich erzeugten Lebewesen, die in ihren Fähigkeiten und auch in ihrem Aussehen dem Menschen ähnlich sein sollten. Eine allgemeine Vorstellung von einem Homunculus wurde schon in der Antike beschrieben, ein Plan für die angebliche Herstellung eines Homunkulus findet sich in der Schrift De natura rerum (1538), die allgemein Paracelsus zugeschrieben wird. Weitere Beispiele sind hier die jüdische Legende vom Golem in ihren verschiedenen Varianten oder Mary Shelleys Roman Frankenstein.

## Theoretische Grundlagen: Konzepte zur Formalisierung des Denkens
Künstliche Intelligenz basiert auf der Annahme, dass der Prozess des menschlichen Denkens formalisiert werden kann. Das Studium des mechanischen – oder formalen – Denkens hat eine lange Geschichte. Die chinesischen, indischen und antiken griechischen Philosophen entwickelten im ersten Jahrtausend v. Chr. strukturierte Methoden der formalen Deduktion. Ihre Ideen wurden im Laufe der Jahrhunderte weiterentwickelt von Philosophen wie Aristoteles, der eine formale Analyse des Syllogismus lieferte, und Euklid, dessen Elemente ein Modell des formalen Schließens waren. Muhammad al-Chwarizmi, der dem Algorithmus seinen Namen gab, entwickelte die Algebra, europäische Philosophen der Scholastik wie Wilhelm von Ockham und Johannes Duns Scotus trugen zum Verständnis von Logik, Deduktion und Induktion bei.
Der mallorquinische Philosoph Ramon Llull (1232–1315) entwickelte in seinem Werk Ars generalis ultima (etwa 1305 vollendet, aber erst nach 1500 gedruckt) die Große Kunst („Ars magna“), durch mechanisches Kombinieren von Begriffen mittels einer von ihm erdachten „logischen Maschine“ zu Erkenntnissen zu gelangen.:4–5
Llulls Werk hatte großen Einfluss auf Gottfried Wilhelm Leibniz, der seine Ideen weiterentwickelte.

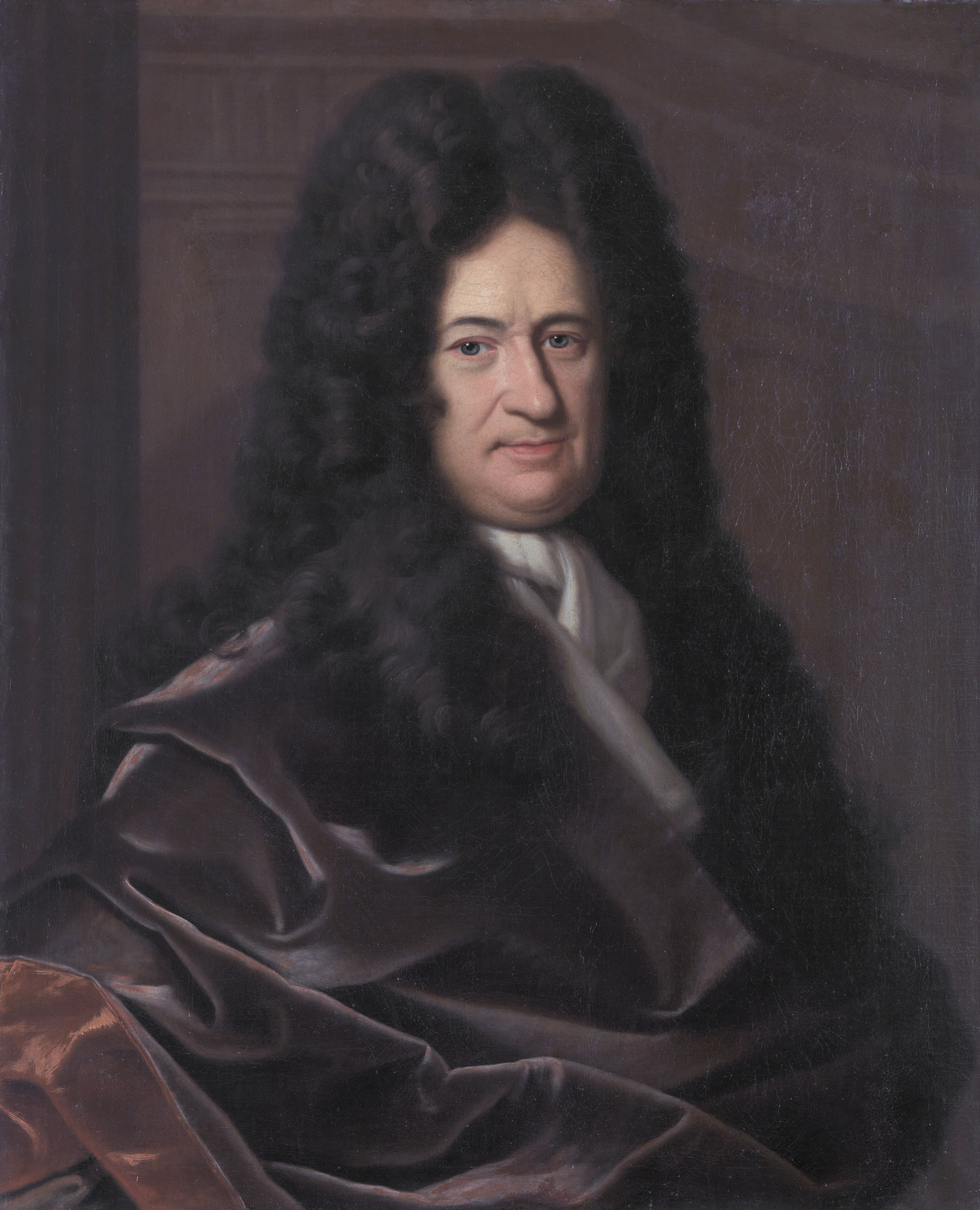
Gottfried Wilhelm Leibniz, der annahm, dass sich menschliches Denken auf mechanisches Rechnen zurückführen lässt

Im 17. Jahrhundert versuchten mehrere Philosophen, das rationale Denken so systematisch zu gestalten wie Algebra oder Geometrie. René Descartes entwickelte eine Universalmathematik, die Mathesis universalis, in der die deduktive Methode der Logik als universelles Erkenntnismittel diente.
Thomas Hobbes schrieb in seinem Leviathan: „Denn die Vernunft ist in diesem Sinne nichts anderes als die Berechnung (d. h. Addieren und Subtrahieren) der Folgerungen aus allgemeinen Namen, die zur Kennzeichnung und Bezeichnung unserer Gedanken vereinbart wurden.“ (englisch "For reason in this sense is nothing but reckoning (that is adding and subtracting) of the consequences of general names agreed upon for the marking and signifying our thoughts.")
Gottfried Wilhelm Leibniz erdachte eine Universalsprache des Denkens, die characteristica universalis, mit der er das Denken auf das Rechnen zurückführen wollte. Wenn Philosophen dann über ein Problem uneins wären, könnten sie sagen: „Lasst uns rechnen“. Sie würden es in die Universalsprache übersetzen und einer von Leibniz gedachten Maschine, dem Calculus ratiocinator, zum Ausrechnen übergeben.:10–11
All diesen Philosophen ist gemeinsam, dass sie Denken als eine Form der Symbolmanipulation zu begreifen suchten. Damit waren sie Vorläufer einer Hypothese über die Leistungsfähigkeit formaler Systeme oder physischer Symbolsysteme, die zum Leitbild der KI-Forschung wurde:

“The Physical Symbol System Hypothesis. A physical symbol system has the necessary and sufficient means for general intelligent action.”

„Hypothese über Physische Symbolsysteme: Ein physisches Symbolsystem hat die notwendigen und hinreichenden Mittel für allgemeines intelligentes Handeln.“

Im 20. Jahrhundert brachte das Studium der mathematischen Logik den entscheidenden Durchbruch, der künstliche Intelligenz plausibel erscheinen ließ. Die Grundlagen waren durch George Booles Werk The Laws of Thought und Gottlob Freges Begriffsschrift geschaffen worden. Aufbauend auf Freges System legten Bertrand Russell und Alfred North Whitehead 1913 in den Principia Mathematica eine formale Behandlung der Grundlagen der Mathematik vor. Davon inspiriert forderte David Hilbert mit seinem Programm die Mathematiker der 1920er und 30er Jahre zur Untersuchung der grundlegenden Frage auf: „Kann das gesamte mathematische Denken formalisiert werden?“ Die unerwartete Antwort lieferte Kurt Gödel 1931 mit seinem Unvollständigkeitsbeweis, der zeigte, dass es Grenzen für die Formalisierung der Mathematik gibt. Andererseits zeigten Mathematiker in den 1930er Jahren, dass innerhalb dieser Grenzen jede Form des mathematischen Denkens formalisiert werden kann: Die Church-Turing-These besagt, dass ein mechanisches Gerät, das 0 und 1 manipulieren kann, jeden denkbaren Prozess der mathematischen Deduktion nachbilden kann – eine wichtige Grundlage für die KI. Die Schlüsselerkenntnis war die Turing-Maschine, ein einfaches theoretisches Konstrukt, das das Wesen der abstrakten Symbolmanipulation erfasste. Dazu äquivalente Formalismen lieferten Stephen Cole Kleenes berechenbare Funktionen und Alonzo Churchs Lambda-Kalkül (eine Vorlage für die in der KI wichtige Programmiersprache Lisp).

## Diskussion der Möglichkeit künstlicher Intelligenz
Seit den Anfängen der wissenschaftlichen und philosophischen Erörterung der künstlichen Intelligenz wird über die Möglichkeit vor allem von „starker“ künstlicher Intelligenz debattiert. Dabei wurde sogar hinterfragt, ob künstliche Systeme, die dem Menschen gleichen oder in einem noch zu bestimmenden Sinne ähnlich sind, überhaupt widerspruchsfrei vorstellbar sind.
Hubert Dreyfus’ Buch Die Grenzen künstlicher Intelligenz stammt bereits aus dem Jahr 1972. Mit seinem Bruder Stuart E. Dreyfus beschrieb er die „Grenzen der Denkmaschine“ 1986.
Auf der anderen Seite verweist Karl Popper (1977) auf eine These von Alan Turing, der einmal gesagt habe, „Gib genau an, worin deiner Meinung nach ein Mensch einem Computer überlegen sein soll, und ich werde einen Computer bauen, der deinen Glauben widerlegt.“, relativiert diese Aussage aber gleich wieder, indem er empfiehlt: „Wir sollten Turings Herausforderung nicht annehmen; denn jede hinreichend genaue Bestimmung könnte prinzipiell zur Programmierung eines Computers verwendet werden.“ Und im Übrigen verweist er darauf, dass schon für die menschliche Intelligenz bisher niemand eine von allen einschlägigen Fachleuten akzeptierte Definition der Intelligenz hat formulieren können, und dass demzufolge auch kein allgemein akzeptiertes Verfahren existiert, mit dem man das Vorhandensein bzw. den Ausprägungsgrad von „Intelligenz“ beim Menschen – und dann möglicherweise auch bei einem künstlichen System – würde objektiv überprüfen bzw. messen können.
Die Diskussion, ob es so etwas wie eine künstliche Intelligenz, die der menschlichen Intelligenz ebenbürtig ist, oder sogar überlegen, überhaupt geben kann, ist allerdings durch eine grundlegende Asymmetrie gekennzeichnet:
- Autoren wie die Brüder Dreyfus vertreten die These, dass es künstliche Intelligenz dem strengen Sinne der starken KI nicht geben kann, d. h. sie vertreten im formallogischen Sinne eine Allaussage (mit negativem Vorzeichen) und die Argumente und Überlegungen, die sie für diese ihre These anführen, können an vielen Stellen angegriffen, bestritten oder möglicherweise sogar widerlegt werden.
- Alan Turing behauptet demgegenüber lediglich, dass – unter bestimmten Bedingungen bzw. Voraussetzungen – etwas möglich sei und überlässt es anderen, diese Voraussetzungen zunächst erst einmal zu erfüllen. Solange dies aber noch nicht geschehen ist, kann Turings Behauptung nicht überprüft, demzufolge aber auch nicht falsifiziert werden, und ist insofern streng genommen nach dem von Popper formulierten Kriterium für Wissenschaftlichkeit keine wissenschaftliche Aussage.

Für eine Entscheidung, ob ein technisches System über eine dem Menschen ähnliche Intelligenz verfügt, wird oft auf einen Vorschlag von Alan Turing verwiesen, der unter dem Namen Turing-Test bekannt geworden ist. Alan Turing selbst hat allerdings nur die allgemeine Idee skizziert, die einem solchen Test zugrunde liegen könnte: wenn ein Mensch in einer Interaktion mit zwei „Partnern“, von denen einer ein anderer Mensch und der andere eben ein künstliches, technisches System ist, nicht (mehr) herausfinden bzw. unterscheiden könne, welcher der Partner der Mensch und welcher der Computer ist, so könnte man dem technischen System nicht mehr die Eigenschaft absprechen, ebenfalls intelligent zu sein. (Genauere Einzelheiten hierzu ließ Turing zunächst offen; im Übrigen ist natürlich klar, dass die Interaktion in einer solchen Testsituation so zu gestalten ist, z. B. in Form eines Telefongesprächs oder eines schriftlichen Frage-und-Antwort-Spiels, dass keine sachfremden Informationen die Beurteilung verfälschen können.)
Allerdings gab es, als Alan Turing diesen Vorschlag machte, ca. 1950, das Fachgebiet der künstlichen Intelligenz noch gar nicht, und dementsprechend auch noch nicht die Unterscheidung von starker und schwacher KI und schon gar nicht den Streit, ob es eine starke KI im engeren Sinne überhaupt geben könne. Natürlich gab es im späteren Verlauf verschiedene Versuche, Turings Idee zu konkretisieren und praktisch durchzuführen, die aber alle wegen Mängeln in der Konzeptualisierung – und auch in der praktischen Durchführung – kritisiert bzw. nicht anerkannt wurden.
Gleichzeitig nimmt die Rechenleistung von Computern inzwischen seit über 50 Jahren mit exponentieller Geschwindigkeit zu: Gordon Moore hatte im Jahr 1965 in einem Aufsatz eine Verdoppelung etwa im 2-Jahres-Rhythmus vorhergesagt – zunächst nur bezogen auf die Packungsdichte der Bauelemente auf Computer-Chips und zunächst nur für die Zeit bis 1975. Unter dem Namen Mooresches Gesetz wurde aus dieser Prognose eine grobe Regel dafür, wie sich die Leistungsfähigkeit von Computersystemen entwickelt; im Jahre 2015 konnte dieses Gesetz seine 50-jährige Geltungsdauer feiern (es gab in dieser Zeit also 25 mal eine Verdopplung, also eine Leistungssteigerung um den Faktor {\displaystyle 2^{25}=33.554.432}).
Vor diesem Hintergrund und weil das menschliche Gehirn in seiner Leistungsfähigkeit nahezu konstant ist, hat man schon jetzt für den Zeitpunkt, an dem eines Tages die Leistungsfähigkeit von Computern die des menschlichen Gehirns – und damit die künstliche die menschliche Intelligenz – übertreffen könnte, den Begriff der technologischen Singularität geprägt. Rein technisch bezogen auf die Anzahl der Operationen pro Zeitspanne sowie den verfügbaren Speicherplatz übertreffen heutige, kostspielige Supercomputer die geschätzte Leistungsfähigkeit des menschlichen Gehirns zwar schon deutlich, jedoch werden menschliche Gehirne in Aufgaben wie Kreativität, Mustererkennung und Sprachverarbeitung nach wie vor (2017) als überlegen angesehen. Die chinesischen Forscher Feng Liu, Yong Shi und Ying Liu haben im Sommer 2017 IQ-Tests mit öffentlich und kostenlos zugänglichen schwachen KIs wie etwa Google KI oder Apples Siri und weiteren durchgeführt. Im Maximum erreichten diese KIs einen Wert von etwa 47, was unter dem eines sechsjährigen Kindes in der ersten Klasse liegt. Ein Erwachsener kommt etwa im Durchschnitt auf 100. Bereits 2014 wurden ähnliche Tests durchgeführt, bei denen die KIs noch im Maximum den Wert 27 erreichten.
Anfang des Jahres 2023 forderten Wissenschaftler und IT-Prominente in einem offenen Brief, das Training besonders leistungsfähiger KI-Modelle, die kompetenter sind als GPT-4, für mindestens sechs Monate auszusetzen. Zu den Unterzeichnern gehörten u. a. Geoffrey Hinton, Yoshua Bengio, Steve Wozniak und Elon Musk. Im selben Jahr unterzeichneten hunderte KI-Koryphäen, darunter Sam Altman (CEO von OpenAI) und Demis Hassabis (CEO von Google DeepMind), den aus einem Satz bestehenden Aufruf des Center for AI Safety: „Mitigating the risk of extinction from A.I. should be a global priority alongside other societal-scale risks, such as pandemics and nuclear war“ (übersetzt: „Die Minderung des Risikos für eine Auslöschung der Menschheit durch künstliche Intelligenz sollte neben anderen Risiken von gesellschaftlichem Ausmaß wie Pandemien und Nuklearkrieg eine globale Priorität haben“).
Der AI Action Summit fand 2025 in Paris statt.

## Forschungsrichtungen und Phasen der KI
Die Anfangsphase der KI war geprägt durch eine fast grenzenlose Erwartungshaltung im Hinblick auf die Fähigkeit von Computern, „Aufgaben zu lösen, zu deren Lösung Intelligenz notwendig ist, wenn sie vom Menschen durchgeführt werden“. Herbert Simon prognostizierte 1957 unter anderem, dass innerhalb der nächsten zehn Jahre ein Computer Schachweltmeister werden und einen wichtigen mathematischen Satz entdecken und beweisen würde. Diese Prognosen trafen nicht zu. Simon wiederholte die Vorhersage 1990, allerdings ohne Zeitangabe. Immerhin gelang es 1997 dem von IBM entwickelten System Deep Blue, den Schach-Weltmeister Garri Kasparow in sechs Partien zu schlagen. Im Jahr 2011 gewann das Computerprogramm Watson im Quiz Jeopardy! gegen die beiden bislang erfolgreichsten Spieler.
Newell und Simon entwickelten in den 1960er Jahren den General Problem Solver, ein Programm, das mit einfachen Methoden beliebige Probleme sollte lösen können. Nach fast zehnjähriger Entwicklungsdauer wurde das Projekt schließlich eingestellt. John McCarthy schlug 1958 vor, das gesamte menschliche Wissen in eine homogene, formale Darstellungsform, die Prädikatenlogik 1. Stufe, zu bringen.

### Weizenbaum: ELIZA
Ende der 1960er Jahre entwickelte Joseph Weizenbaum (1923–2008) vom MIT mit einem relativ simplen Verfahren das Programm ELIZA, in dem der Dialog eines Psychotherapeuten mit einem Patienten simuliert wird. Die Wirkung des Programms war überwältigend. Weizenbaum war selbst überrascht, dass man auf relativ einfache Weise Menschen die Illusion eines beseelten Partners vermitteln kann. „Wenn man das Programm missversteht, dann kann man es als Sensation betrachten“, sagte Weizenbaum später über ELIZA. Auf einigen Gebieten erzielte die KI Erfolge, beispielsweise bei Strategiespielen wie Schach und Dame, bei mathematischer Symbolverarbeitung, bei der Simulation von Robotern, beim Beweisen von logischen und mathematischen Sätzen und schließlich bei Expertensystemen. In einem Expertensystem wird das regelbasierte Wissen eines bestimmten Fachgebiets formal repräsentiert. Das System wendet bei konkreten Fragestellungen diese Regeln auch in solchen Kombinationen an, die von menschlichen Experten nicht in Betracht gezogen werden. Die zu einer Problemlösung herangezogenen Regeln können angezeigt werden, d. h., das System kann sein Ergebnis „erklären“. Einzelne Wissenselemente können hinzugefügt, verändert oder gelöscht werden; moderne Expertensysteme verfügen dazu über komfortable Benutzerschnittstellen.

### Expertensysteme
Eines der bekanntesten Expertensysteme war das Anfang der 1970er Jahre von T. Shortliffe an der Stanford University entwickelte MYCIN. Es diente zur Unterstützung von Diagnose- und Therapieentscheidungen bei Blutinfektionskrankheiten und Meningitis. Ihm wurde durch eine Evaluation attestiert, dass seine Entscheidungen so gut sind wie die eines Experten in dem betreffenden Bereich und besser als die eines Nicht-Experten. Allerdings reagierte das System, als ihm Daten einer Cholera-Erkrankung – eine Darm- und keine Blutinfektionskrankheit – eingegeben wurden, mit Diagnose- und Therapievorschlägen für eine Blutinfektionskrankheit: MYCIN erkannte die Grenzen seiner Kompetenz nicht. Man nennt dies den Cliff-and-Plateau-Effekt. Er ist für Expertensysteme, also Computerprogramme, die der Diagnoseunterstützung dienen (Medical Decision-Support Systems) und dabei hochspezialisiert auf ein schmales Wissensgebiet sind, typisch. In den 1980er Jahren wurde der KI, parallel zu wesentlichen Fortschritten bei Hard- und Software, die Rolle einer Schlüsseltechnologie zugewiesen, insbesondere im Bereich der Expertensysteme. Man erhoffte sich vielfältige industrielle Anwendungen, erwartete auch eine Ablösung „eintöniger“  menschlicher Arbeit (und deren Kosten) durch KI-gesteuerte Systeme. Weil allerdings viele Prognosen nicht eingehalten werden konnten, reduzierten die Industrie und die Forschungsförderung ihr Engagement. Solch eine Phase des Rückgangs von Erwartungen und Investitionen wird als KI-Winter bezeichnet. Ab 1984 entwickelte Douglas Lenat das System CYC, eine Wissensdatenbank des Alltagswissens, mit dem Ziel daraus intelligente Schlussfolgerungen zu ziehen.

### Maschinelles Lernen und neuronale Netze
Expertensysteme und andere auf Wissensdatenbanken basierende Systeme hatten nur mäßigen Erfolg, da es sich als zu schwer herausstellte, das benötigte Wissen von Hand in formale Regeln zu überführen. Diese Schwäche wird durch maschinelles Lernen umgangen. Hierbei lernt das Computersystem selbstständig anhand der vorliegenden Daten und ist so auch in der Lage, verborgene Zusammenhänge zu erkennen, die ein Mensch nicht berücksichtigt hätte. Klassische Verfahren lernen dabei eine Ausgabefunktion anhand vorher extrahierter Merkmale, die durch manuelle Programmierung aus den Eingabedaten extrahiert wurden. Hierbei zeigte sich jedoch ein ähnliches Problem wie bei den Expertensystemen, dass eine manuelle Auswahl nicht immer zu einem optimalen Ergebnis führt. Eine aktuell erfolgreiche Struktur für maschinelles Lernen sind künstliche neuronale Netze (KNNs). Sie basieren auf der Fähigkeit, die erforderlichen Merkmale selbst anhand der Rohdaten zu lernen, beispielsweise direkt aus den Kamerabildern.
Historisch gesehen wurden die ersten KNNs als lineare Modelle wie die McCulloch-Pitts-Zelle 1943 und das Adaline-Modell 1959 entwickelt. Man analysierte, ausgehend von der Neurophysiologie, die Informationsarchitektur des menschlichen und tierischen Gehirns. Zur Untersuchung dieser Verfahren hat sich die Neuroinformatik als wissenschaftliche Disziplin entwickelt. Schwächen bei der Modellierung selbst einfacher logischer Funktionen wie dem XOR durch diese linearen Modelle führten zunächst zu einer Ablehnung der KNNs und biologisch inspirierter Modelle im Allgemeinen.
1982 beschreibt Paul Werbos ein Verfahren, das das Training mehrschichtiger Netze erlaubt. Es ist heute als Backpropagation bekannt. Es folgt ein neuer Aufschwung in der Forschung an künstlichen neuronalen Netzen.
In den 1990ern gibt es große Fortschritte durch die Entwicklung von Support Vector Machines (SVMs) und rekurrenten neuronalen Netzen (RNNs). Wissenschaftler beginnen mit der Entwicklung von Programmen, die große Datenmengen analysieren und aus den Ergebnissen Regeln „lernen“.
In den 2000ern wird maschinelles Lernen zunehmend auch in der Öffentlichkeit bekannt. Die stetige Zunahme von Rechenleistung und verfügbaren Datenmengen ermöglicht weitere Fortschritte. 2001 veröffentlicht Leo Breiman die Grundlagen für ein als Random Forest bekanntes Verfahren, das eine Gruppe von Entscheidungsbäumen trainiert.
2006 beschreiben Geoffrey Hinton et al. eine Methode, mit der man ein neuronales Netz, das aus mehreren Schichten von künstlichen Neuronen besteht, so trainieren kann, dass es handgeschriebene Zahlen mit einer Genauigkeit von über 98 % erkennen kann. Bis dahin schien es unmöglich zu sein, mit solchen Netzen hohe Genauigkeiten bei der Klassifikation zu erreichen. Die neue Methode wird Deep Learning genannt. In den folgenden Jahren wird das Deep Learning weiter entwickelt. Es führt zu enormen Fortschritten in der Bild- und Textverarbeitung.
Zwischen 2009 und 2012 gewannen die rekurrenten bzw. tiefen vorwärtsgerichteten neuronalen Netze der Forschungsgruppe von Jürgen Schmidhuber am Schweizer KI-Labor IDSIA eine Serie von acht internationalen Wettbewerben in den Bereichen Mustererkennung und maschinelles Lernen. Insbesondere gewannen ihre rekurrenten LSTM-Netze drei Wettbewerbe zur verbundenen Handschrifterkennung bei der 2009 Intl. Conf. on Document Analysis and Recognition (ICDAR) ohne eingebautes A-priori-Wissen über die drei verschiedenen zu lernenden Sprachen. Die LSTM-Netze erlernten gleichzeitige Segmentierung und Erkennung. Dies waren die ersten internationalen Wettbewerbe, die durch Deep Learning oder rekurrente Netze gewonnen wurden.
Dank der Entwicklung nichtlinearer mehrlagiger, faltender neuronaler Netze und der dafür nötigen Trainingsverfahren, aber auch durch die Verfügbarkeit der dafür benötigten leistungsstarken Hardware und großen Trainings-Datensätze (z. B. ImageNet) erzielten KNNs seit 2009 Erfolge in zahlreichen Mustererkennungs-Wettbewerben und dominierten gegenüber klassischen Verfahren mit händischer Auswahl der Merkmale. Die dafür verwendeten, mehrlagigen neuronalen Netze werden auch unter dem Schlagwort Deep Learning zusammengefasst.
Des Weiteren werden KNNs auch als generative Modelle eingesetzt, das heißt zur Erzeugung echt wirkender Bilder, Videos oder Tonaufnahmen, was insbesondere durch die Erfindung der Generative Adversarial Networks 2014 in immer besserer Qualität möglich wurde. Die Ergebnisse einer darauf aufbauenden Arbeit aus dem Jahre 2017, die imaginäre Bilder von Gesichtern erzeugt, wurden von Fachkreisen als „eindrucksvoll realistisch“ beschrieben. Mit DeepFakes wurden die Ergebnisse ab 2017 auch einer breiten Öffentlichkeit bekannt. Dabei wurde insbesondere die Frage diskutiert, inwieweit man einem Foto- oder Videobeweis noch trauen kann, wenn es möglich wird, beliebig echt wirkende Bilder automatisiert zu erzeugen.
Für Beiträge zu neuronalen Netzwerken und Deep Learning erhielten Yann LeCun, Yoshua Bengio und Geoffrey Hinton 2018 den Turing Award und Hinton zusammen mit John Hopfield 2024 den Physik-Nobelpreis.

### Spielpartner bei Brett- und Videospielen
In der KI haben sich mittlerweile zahlreiche Subdisziplinen herausgebildet, etwa spezielle Sprachen und Konzepte zur Darstellung und Anwendung von Wissen, Modelle zu Fragen von Revidierbarkeit, Unsicherheit und Ungenauigkeit und maschinelle Lernverfahren. Die Fuzzylogik hat sich als weitere Form der schwachen KI etwa bei Maschinensteuerungen etabliert. Weitere erfolgreiche KI-Anwendungen liegen in den Bereichen natürlich-sprachlicher Schnittstellen, Sensorik, Kybernetik und Robotik.
Im März 2016 besiegte das System AlphaGo mit dem Südkoreaner Lee Sedol einen der weltbesten Go-Spieler. Das vom Unternehmen DeepMind entwickelte Programm hatte zuvor Millionen von archivierten Spielen mit Deep Learning ausgewertet und zudem mehrere Millionen Mal gegen sich selbst gespielt.
Im August 2017 besiegte eine künstliche Intelligenz der Firma OpenAI bei einem mit 24 Millionen Dollar dotierten Turnier des Computerspiels Dota 2 einige der weltbesten Profispieler auf diesem Gebiet (unter anderem den Profispieler Danylo "Dendi" Ishutin). Dota 2 gilt als eines der komplexesten Videospiele überhaupt, komplexer als Go oder Schach. Dota 2 wurde allerdings hier im Eins-zu-eins-Modus gespielt und nicht im komplexeren Team-Modus. OpenAI erklärte, dass die KI nur vier Monate benötigte, um diese Spielstärke zu erreichen. Die KI wurde trainiert, indem sie immer wieder gegen sich selbst antrat. Die KI bekam das gleiche Sichtfeld wie der menschliche Spieler und durfte nur eine begrenzte Anzahl von Aktionen gleichzeitig ausführen. Ziel von OpenAI ist es nun, eine KI zu entwickeln, die die besten menschlichen Spieler auch im Team-Modus besiegen kann.

### Einführung von ChatGPT 2022
Die Einführung von ChatGPT von OpenAI im November 2022 war ein Meilenstein in der Geschichte der KI. Damit wurde erstmals ein leistungsfähiger, auf natürlicher Sprache basierender KI-Assistent der breiten Öffentlichkeit zugänglich gemacht. Dies löste eine Welle der Begeisterung aus und beschleunigte die KI-Entwicklung erheblich. In den folgenden Monaten präsentierten Tech-Giganten wie Google, Microsoft und Meta ihre eigenen KI-Modelle und integrierten diese in bestehende Produkte. Gleichzeitig entstanden zahlreiche Start-ups, die sich auf KI-Anwendungen spezialisierten. Die rasante Entwicklung führte zu bedeutenden Fortschritten in Bereichen wie Bildgenerierung, Spracherkennung und -synthese sowie Textverarbeitung. KI-Systeme wurden zunehmend in verschiedenen Industriezweigen eingesetzt, von der Medizin über die Finanzbranche bis hin zur Automobilindustrie. Diese Entwicklungen riefen auch Bedenken hervor, insbesondere hinsichtlich Datenschutz, Arbeitsplatzverlusten und ethischer Fragen. Als Reaktion darauf begannen Regierungen weltweit, Regulierungsrahmen für KI zu entwickeln.
2023 kündigte OpenAI die Veröffentlichung von GPT-4 an, einem noch leistungsfähigeren Modell mit deutlich mehr Parametern als seine Vorgänger. Dies versprach weitere Fortschritte, warf aber auch Fragen bezüglich des Energieverbrauchs und der Umweltauswirkungen solcher Systeme auf.

## Weblink
- Vor 65 Jahren: Die Dartmouth-Konferenz Geburtsstunde des Begriffs „künstliche Intelligenz“, von Manfred Kloiber, Deutschlandfunk Kalenderblatt vom 13. Juli 2021